# Zdeněk Záhoř
Zdeněk Záhoř (10. července 1881 Praha – 16. srpna 1931 Praha) byl český středoškolský profesor, literární historik a kritik, spisovatel a dramatik. Byl autorem studií o Boženě Němcové a Julesu Laforguovi. Proslavil se učebnicemi, příručkami a články o sexuální výchově.

## Život
Narodil se 10. července 1881 v rodině pražského lékaře Jindřicha Záhoře. Studoval moderní filologii, poté působil jako středoškolský profesor. Jeho manželkou byla Marie Záhořová-Němcová, vnučka Boženy Němcové.

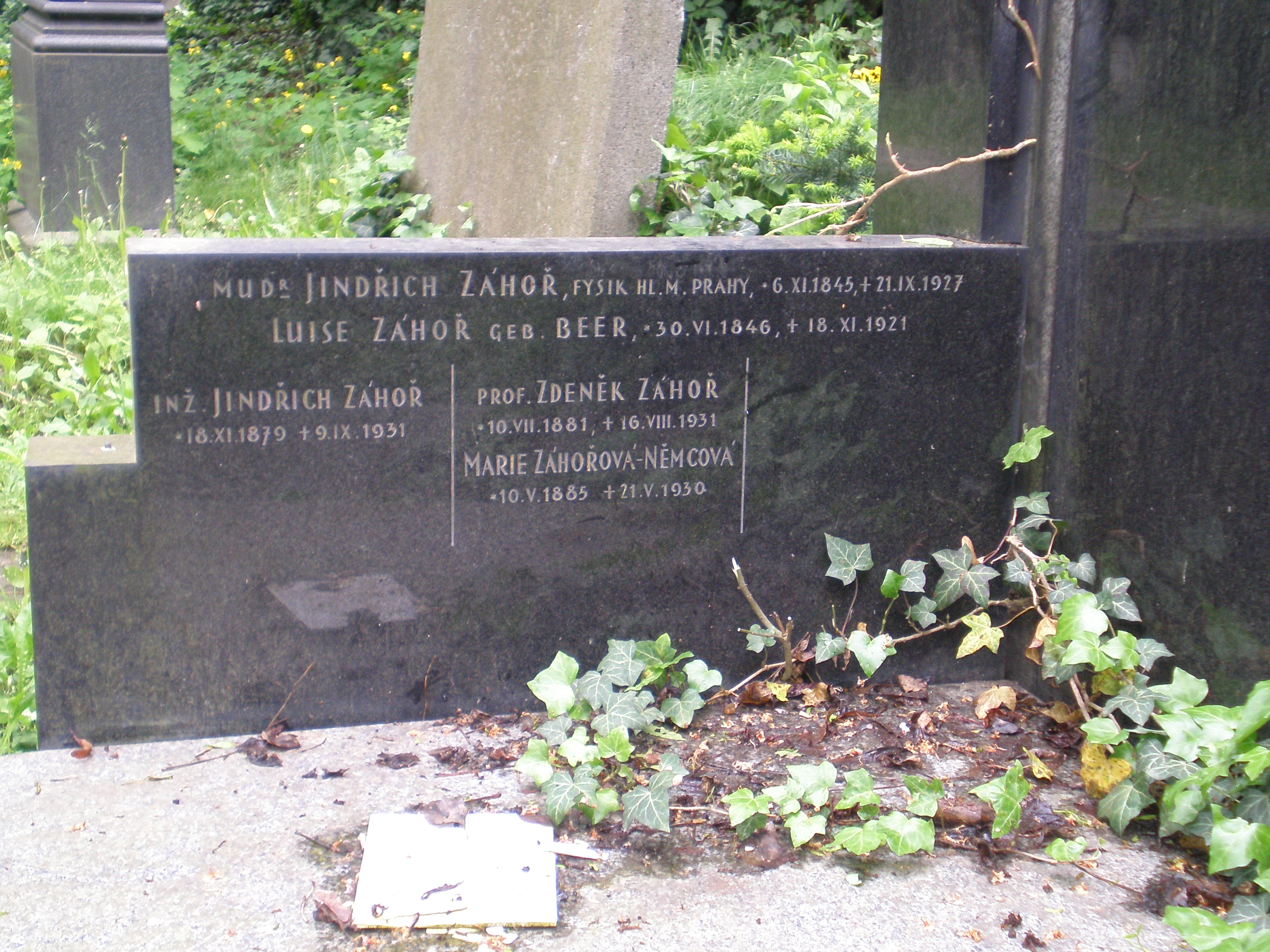
Hrob Zdeňka Záhoře na Olšanských hřbitovech v Praze

16. srpna 1931 vyskočil v sebevražedném úmyslu z okna svého bytu v Janovského ul. 1116 v Holešovicích a následkem zranění zakrátko zemřel v nemocnici. Jako možná příčina se uváděly zdravotní problémy (bolesti hlavy), popřípadě deprese z přepracování a ze smrti manželky. Pohřben byl na Olšanech.
Byl oceňovaný jako ušlechtilý idealista a obětavý učitel zanícený pro zdravou výchovu mládeže.

## Dílo
Do literatury vstoupil ještě za studií r. 1903 jako humorista, autor knihy drobných próz Člověk, jenž nevydal básně. Po ní následovaly frašky ze studentského života, Pereat láska a Uzel. Jeho beletristickou tvorbu uzavřel proverb Fata morgana z roku 1909.
Poté se věnoval literární historii a kritice. K jeho oblíbeným autorům patřili Jules Laforgue, jehož Hamleta porovnával se Shakespearovým, a především Božena Němcová. Napsal také esej o Otokaru Březinovi. Knižně vyšly:
- Výbor z korespondence Boženy Němcové (1917, 1922)
- Božena Němcová a Václav Bolemír Nebeský : na památku stého výročí narozenin Boženy Němcové (1920)
- Božena Němcová : hlasy o osobnosti a díle (1927)
- Otokar Březina : Essaye (1928)
- Dva Hamleti : srovnání Hamleta Laforgova se Shakespearovým (1931)

Nejvíce se proslavil publikacemi v oboru sexuální výchovy (výchovy k mateřství a otcovství), určených dospívajícím, rodičům i vychovatelům. K jeho pracím v tomto oboru patří:
- Pohlaví - láska - mateřství : Pro dívčí dorost od 14 let (1918, s řadou reedic)
- Pohlaví - láska - otcovství : Pro mužský dorost od 15 let (1918, rovněž s několika reedicemi)
- Pohlavní výchova (1920)
- Jak vzniká život (1925), významná pětidílná čítanka pohlavní výchovy, rozdělená podle věku čtenáře (pro rodiče a vychovatele, pro děti do 10 let, 10–12 let, 12–15 let). Roku 1930 byla přeložena do němčiny pod názvem Wie das Leben entsteht (překladatelé Emil Ehrlich a Marie Velemínská).
- Láska : cyklus obrazů oslavujících lásku mileneckou, manželskou a rodinnou (1925)
- Význam a podstata lásky : pro mladé lidi (1925)
- Naše žactvo - příští rodiče : slovo k učitelstvu (1926)
- O lásce, manželství a dítěti : čítanka pro mladé lidi od šestnácti let (1927)
- Krása lidského těla : cyklus osmi obrazů (1928)
- Rukojeť výchovy k rodičovství na školách (1930)
- Praktický rádce v pohlavní výchově mládeže (1931)
- Příručka pohlavní výchovy pro rodiče (1931)

Byl rovněž redaktorem rubriky o pohlavní výchově v časopise Národní osvobození. Ke konci života shromažďoval materiál pro rozsáhlejší publikaci, tu však již nedokončil.